# Tipula (Eremotipula) melanderiana
Tipula (Eremotipula) melanderiana is een tweevleugelige uit de familie langpootmuggen (Tipulidae). De soort komt voor in het Nearctisch gebied.